# 皇城镇 (肃南县)
皇城镇，是中华人民共和国甘肃省张掖市肃南裕固族自治县下辖的一个乡镇级行政单位。

## 行政区划
皇城镇下辖以下地区：
北极村、北峰村、北湾村、东庄村、红旗村、向阳村、营盘村、大湖滩村、皇城村、水关村、宁昌村、长方村、西水滩村、金子滩村、西城村、河东村、河西村和东顶村。